# Aigremont (Yvelines)
Aigremont ist eine französische Gemeinde im Département Yvelines in der Region Île-de-France. Die Gemeinde hat 1.082 Einwohner (Stand: 1. Januar 2022) und erstreckt sich über vier Quadratkilometer. Aigremont gehört zum Arrondissement Saint-Germain-en-Laye und zum Kanton Saint-Germain-en-Laye (bis 2015: Kanton Saint-Germain-en-Laye-Sud). Die Einwohner werden Aigremontois genannt.

## Geographie
Aigremont liegt im Ballungsraum etwa 25 Kilometer westnordwestlich von Paris. Nachbargemeinden sind Poissy im Norden und Westen, Chambourcy im Süden und Osten sowie Feucherolles im Südwesten.
Durch die Gemeinde führt die Autoroute A13.

## Geschichte
Die Ortschaft wurde als Archimons erstmals 767 erwähnt.
| Bevölkerungsentwicklung in Aigremont | Bevölkerungsentwicklung in Aigremont | Bevölkerungsentwicklung in Aigremont |
| Jahr                                 | Einwohner                            |                                      |
| ------------------------------------ | ------------------------------------ | ------------------------------------ |
| 1962                                 | 280                                  |                                      |
| 1968                                 | 262                                  |                                      |
| 1975                                 | 406                                  |                                      |
| 1982                                 | 864                                  |                                      |
| 1990                                 | 914                                  |                                      |
| 1999                                 | 873                                  |                                      |
| 2006                                 | 1.063                                |                                      |
| 2012                                 | 1.120                                |                                      |

## Sehenswürdigkeiten

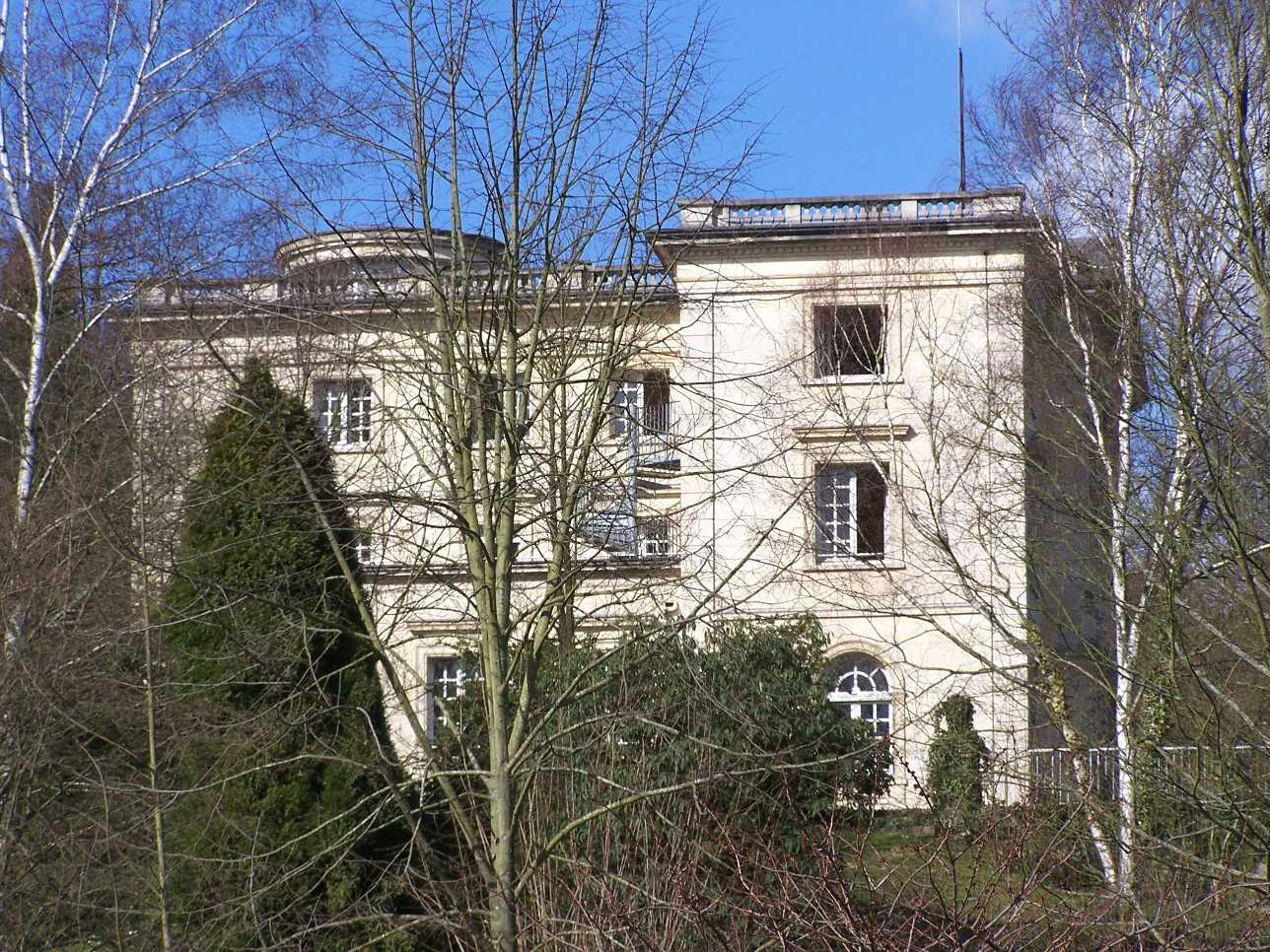
Schloss Aigremont

- Kirche aus dem 17. Jahrhundert, 1947 abgebrannt
- Schloss Aigremont, im 18. Jahrhundert erbaut
- Waschhaus